# Hasta la vista (chanson de Hurricane)
Pour les articles homonymes, voir Hasta la vista.
Chansons représentant la Serbie au Concours Eurovision de la chanson
Kruna
(2019) Loco Loco
(2021)
Hasta la vista est une chanson du groupe serbe Hurricane sortie le 7 février 2020 en téléchargement numérique. La chanson aurait dû représenter la Serbie au Concours Eurovision de la chanson 2020, à Rotterdam, aux Pays-Bas.

## À l’Eurovision
Hasta la vista devait représenter la Serbie au Concours Eurovision de la chanson 2020 après avoir remporté Beovizija 2020, la sélection du pays, le 1er mars 2020.
La chanson aurait dû être interprétée en septième position de l'ordre de passage de la deuxième demi-finale, le 14 mai 2020. Cependant, le 18 mars 2020, l'annulation du Concours en raison de la pandémie de Covid-19 est annoncée.